# Panther (1900)
«Пантера» — німецький канонерський човен спущений на воду 1 квітня 1901 року у Данцигу. Він мав екіпаж з 9 офіцерів і 121 матросів.
У 1905 році «Пантера» прибула у бразильський порт Ітажаї, де його екіпаж провів несанкціонований обшук з метою затримання німецький дезертира. Цей інцидент став відомий як «Справа Пантери».

### Агадірська криза

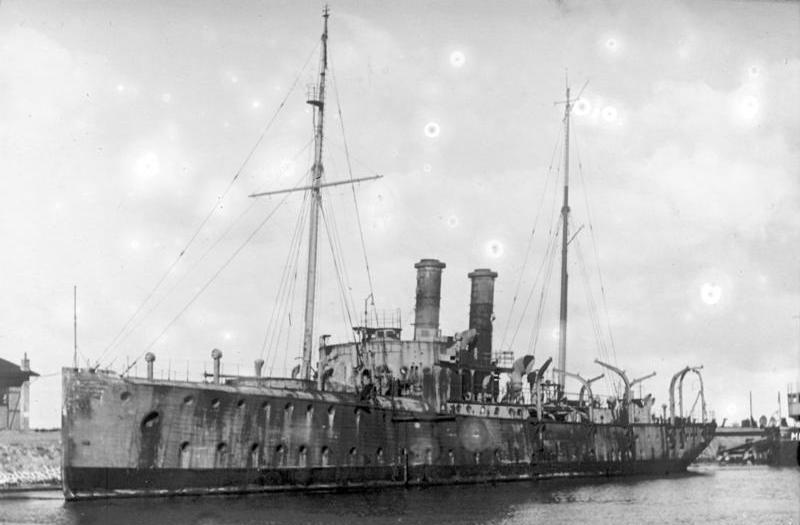
Пантера у 1931 незадовго до її списання

Пантера стала знаменитою у 1911 році, коли корабель прибув у Марокканський порт Агадір під час «Агадірської кризи» (також називають «другою Марокканською кризою»). Пантера була послана нібито з метою захисту німецьких громадян в порту. Фактичним завданням корабля було чинити тиск на французів, які намагалися колонізувати Марокко, щоб отримати від  них територіальну компенсацію у Французькій Екваторіальній Африці. Це був приклад «дипломатії канонерок». Цей інцидент сприяв міжнародній напруженості, що врешті призвела до Першої світової війни.